# LEF (tijdschrift)

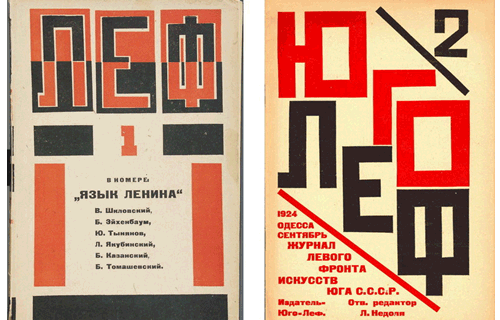
Omslagen nrs. 1 en 2

LEF ("ЛЕФ" Russisch: "Левый фронт искусств", "Levij Front Iskoesstv", "Linkse Front der Kunsten") was een Sovjet-Russische artistieke (voornamelijk literaire) beweging in de jaren twintig van de twintigste eeuw, alsook de naam van het tijdschrift dat zij uitbracht.

## Gedachtegoed
De LEF-beweging en hun gelijknamige tijdschrift werden in 1922 opgericht door (gewezen) futuristen, met Vladimir Majakovski als belangrijkste voorman. Ze zagen zichzelf als de ware vertegenwoordigers van de revolutionaire kunst. De LEF-mensen waren rationalisten die geloofden in de vooruitgang en die kunst en productie met elkaar wilden combineren. Ze propageerden het idee van de ‘productiekunst’, die stelde dat de kunst direct vorm moest geven aan het leven. Die opvatting werd vooral uitgewerkt in beeldende kunst en architectuur, in film en fotomontages, in agitatie en reclameaffiches (Rosta-posters). In de literatuur werd vooral de ‘factografie’ aangeprezen, welke documentaires en reportages (in film zowel als literatuur) boven fictie stelde. “Wat zouden we het hebben over een roman”, schreef Sergej Tretjakov, “als je elke ochtend wanneer je de krant pakt een nieuwe bladzijde kunt lezen uit de roman die Ons Heden heet”. De schrijver hoort in de ogen van LEF niet in een ivoren toren, maar maakt actief deel uit van het proces dat hij beschrijft. Daarom vroeg men vooral om memoires, reisberichten en dagboeken. In de plaats van de individuele held komt het producerend collectief. Deze conceptie werd door de Sovjetkritiek gekenmerkt als een ‘linkse afwijking’, maar de invloed ervan is nog duidelijk terug te vinden in de memoires van Viktor Sjklovski en Ilja Erenburg.

## Einde van de beweging
Nadat onder de naam nieuw-LEF (Russisch: "Новый ЛЕФ", "Novij Lef") al eens was geprobeerd hun tijdschrift nieuw leven in te blazen, werd de LEF-beweging in 1928 opgeheven, mede vanwege de toenemende kritiek door de Sovjetautoriteiten, onder andere door Anatoli Loenatsjarski. Majakovski richtte op de LEF-fundamenten vervolgens nog het ‘Revolutionaire Front’ op, dat echter snel mislukte.

## LEF-deelnemers

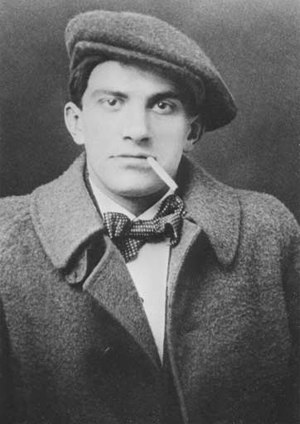
Majakovski, voorman van LEF

- Vladimir Majakovski
- Aleksandr Rodtsjenko
- Lili Brik
- Nikolaj Asejev
- Aleksej Kroetsjonych
- Vasili Kamenski
- Boris Arvatov
- Isaak Babel
- Osip Brik
- Sergej Eisenstein
- Aleksej Gan
- Aleksej Gastev
- Boris Pasternak
- Ljoebov Popova
- Viktor Sjklovski
- Sergej Tretjakov
- Varvara Stepanova
- Dziga Vertov